# Bitva u záseků
Bitva u záseků, která se odehrála někdy v roce 849, byla velkou porážkou východofranského krále Ludvíka II. Němce. Byl poražen českými knížaty na česko-franské hranici.
Roku 848 začala Morava platit tribut Ludvíkovi. Ten se poté rozhodl zatlačit i na Čechy, aby mu také začaly platit. Jelikož byl Ludvík právě nemocný, stal se velitelem armády vévoda Ernest a markrabě Thakulf. Ludvík, jakožto křesťan, ve svém plánu počítal i s tím, že mu pomůže čtrnáct českých knížat, která byla pokřtěna roku 845 v Řezně. To se však nestalo. Češi připravili na přístupových cestách náspy a záseky, které výraznou měrou pomohly zastavit franský postup. Markrabě Thakulf v důsledku porážky přistoupil na jednání o mírových podmínkách. Díky této porážce si Morava mohla vydechnout a kníže Rastislav se chopil moci.